# 양산 가산리 도요지
양산 가산리 도요지(梁山 架山里 陶窯址)는 대한민국 경상남도 양산시 동면 가산리에 있는 도요지이다. 1997년 12월 31일 경상남도의 기념물 제196호로 지정되었다.

## 개요
경상남도 기념물 제196호. 이 지역에는 두 곳의 분청사기 요지가 있는데, 한 곳은 상리마을 뒷편 계곡에 있고, 또 한 곳은 호포부락 이주단지 뒷편 가산소류지 아래에 있다.
호포부락 뒷산에 위치한 요지에서 양호한 퇴적층과 가마의 바닥이 발견되었다. 채집된 분청사기는 비교적 정선된 태토에 담회색의 유약을 얇게 시유하였고, 인화(印花) 상감기법(象嵌技法)을 주로 사용하여 시문한 것이 많다.
또한 백토분장을 하지 않은 선문(線文) 분청사기도 몇 점 발굴되었고, 와선문(渦線文) 접시와 대접도 상당수 출토되었다. 문양의 종류에는 일반적인 초문(草文)과 국화문, 사슬문, 파상방사선문 등이 있다.
대접과 접시류가 주종을 이루지만 제기류, 항아리, 병, 매병(梅甁) 등의 기종도 출토되었으며, 갑발과 도침 등을 사용하여 소성(燒成)하였던 것으로 추정된다. 이 요지에서 출토된 분청사기에서 “梁山長興庫(양산장흥고)”, “長興庫(장흥고)” 등 여러 가지 명문이 새겨져 있어 이 요지의 비중을 짐작할 수 있다.

## 참고 자료
- 양산 가산리 도요지 - 국가유산청 국가유산포털